# 杨伟名
杨伟名（1923年—1968年5月5日）为中国陕西省户县农民。

## 生平
出生于户县城关镇七一大队（今甘亭镇七一村）。读过3年私塾，后因家贫辍学。曾参加中共地下党工作，1949年2月入党，当年冬天自行脱党回乡，1957年重新入党，任生产大队会计。1962年5月，其执笔写出《当前形势怀感》（又名《一叶知秋》），大队支部书记贾生财、大队长赵振离联名。全文近万言，文中提出了“社会主义初期”概念，提出“物资自由市场开放”、“农业采取‘集体’与‘单干’听凭群众自愿”的政策，提出“借助自由交易，满足群众要求”的观点。随后，杨伟名被聘为咸阳地区政策研究室研究员，之后又被发展为西北局《西北建设》刊物通讯员。8月，毛泽东在北戴河会议两次批评《当前形势怀感》一文，成为北戴河会议反对“单干风”、阶级斗争的典型“教材”。9月，杨伟名被迫写“检查”。后在“文革”中遭迫害自杀身亡。1979年6月平反。杨伟名因其“物资自由市场开放”的观点一度被誉为“民间顾准”。